# Структурна хімія

Хімічна структура п'ятиоксиду фосфору в 2D-вимірах

Структурна хімія — розділ хімії, що вивчає зв'язок різних фізичних та фізико-хімічних властивостей різних речовин з їх хімічною будовою та реакційною здатністю. Структурна хімія розглядає геометричну будову молекул. Вивчає довжини хімічних зв'язків, валентні кути, координаційні числа, конформації та конфігурації молекул; ефекти їхнього взаємного впливу, ароматичність.

## Способи вивчення
Структурна хімія базується на таких експериментальних способах вивчення речовин:
- Рентгенівський структурний аналіз,
- інфрачервона спектроскопія,
- ультрафіолетова спектроскопія,
- фотоелектронна спектроскопія,
- нейтронографія,
- електронографія,
- спектроскопія комбінаційного розсіювання,
- мікрохвильова спектроскопія,
- резонансні методи:
  - ЯМР, ЕПР, мессбауерівська спектроскопія, ядерний квадрупольний резонанс
- адсорбція,
- каталіз та ін.

## Історія розвитку науки
У 1857-му році, учений Кекуле, виходячи з теорії валентності (під валентністю йшлося про кількість атомів водню, з'єднаних з одним атомом елемента), зміг припустити, що Вуглець чотирихвалентний, тому він може з'єднатися з чотирма іншими атомами, утворюючи довгі ланцюги - прямі або розгалужені. Тому органічна молекула стали зображати не у вигляді комбінацій Радикал (хімія), а у вигляді структурних формул атом і зв'язків між ними. До 1860-го року працями вчених Кекуле, Фрідріх Август Кекуле і Бутлеров була закладена основа структурної хімії, яка дозволяла пояснювати властивості речовин, виходячи з розташування атомів в їх молекула]х. Згодом, в 1874-му році, данський хімік Якоб Вант-Гофф і французький хімік Жозеф Ашіль Ле Бель поширили ідею про розташування атомів у просторі. Вони вважали, що молекули є не плоскі, а об'ємні структури. Ця концепція дозволяла пояснити багато відомих явищ, наприклад просторову ізомерію, існування молекул однакового складу, але з різними властивостями. Дуже добре вписувалися в неї дані Луї Пастера про ізомери винної кислоти.
Наприкінці ХІХ століття ідеї структурної хімії були підкріплені даними, отриманими спектроскопічними методами. Ці методи дозволяли отримувати інформацію про будову молекул на основі їх спектрів поглинання. На початку 20 століття концепція об'ємної організації молекул складних органічних і неорганічних сполук була прийнята практично всіма вченими.

## Див також
- Атомна теорія
- Хімічні сполуки
- Хімічні елементи
- Концептуальна система хімії